# استرهوفن
شهر استرهوفن (به آلمانی: Osterhofen) در ایالت بایرن در کشور آلمان واقع شده‌است.